# Gaogang, Guangdong
Gaogang (kinesiska: 高岗) är en köping i sydöstra Kina. Den ligger i Fogang härad i staden Qingyuan i provinsen Guangdong, omkring 100 kilometer norr om provinshuvudstaden Guangzhou. Antalet invånare är 19 581. Befolkningen består av 9 602 kvinnor och 9 979 män. Barn under 15 år utgör 23,0 %, vuxna 15-64 år 64 %, och äldre över 65 år 11,0 %.